# Malokoerilskajabaai
De Malokoerilskajabaai (Russisch: Бухта Малокурильская; Boechta Malokoerilskaja) is een baai in het noorden van het Koerileneiland Sjikotan aan de Zee van Ochotsk en vormt de meest beschutte baai van de Koerilen. De baai loopt ongeveer anderhalve kilometer het land in en varieert in diepte van 15 meter bij de monding tot 6 tot 7 meter in het centrale deel.
Aan de baai ligt de plaats Malokoerilskoje, dat een vissershaven heeft aan de baai.